# Erkolano Lodu Tombe
Erkolano Lodu Tombe (* 25. April 1943 in Bilinyang) ist ein sudanesischer Geistlicher und emeritierter römisch-katholischer Bischof von Yei.

## Leben
Paul VI. weihte ihn am 17. Mai 1970 zum Priester.
Papst Johannes Paul II. ernannte ihn am 21. März 1986 zum Bischof von Yei. Der Erzbischof von Nairobi und Militärbischof von Kenia, Maurice Michael Kardinal Otunga, spendete ihm am 28. November desselben Jahres die Bischofsweihe; Mitkonsekratoren waren Luis Robles Díaz, Apostolischer Nuntius im Sudan, und Gabriel Zubeir Wako, Erzbischof von Khartum.
Am 11. Februar 2022 nahm Papst Franziskus das von Erkolano Lodu Tombe aus Altersgründen vorgebrachte Rücktrittsgesuch an.